# Ascot (Berkshire)
Ascot is een kleine plaats (town) in de civil parish van Sunninghill and Ascot, in het district Windsor and Maidenhead, Berkshire, Engeland.
De plaats is vooral bekend vanwege de paardenraces op de renbaan van Ascot.

## Geboren in Ascot
- Sarah Harding (1981-2021), zangeres en actrice
- Nick Hendrix (1985), acteur